# أتيلا أمبرس
أتيلا أمبرس (بالمجرية: Ambrus Attila)‏ هو لاعب هوكي الجليد وكاتب مجري، ولد في 6 أكتوبر 1967 في Leliceni ‏ في رومانيا.

## وصلات خارجية
- الموقع الرسمي
- أتيلا أمبرس على موقع EliteProspects.com (الإنجليزية)
- أتيلا أمبرس على موقع Eurohockey.com (الإنجليزية)
- أتيلا أمبرس على موقع IMDb (الإنجليزية)
- أتيلا أمبرس على موقع IMDb (الإنجليزية)